# فرودگاه ساوانخت
فرودگاه ساوانخت (به انگلیسی: Savannakhet Airport) یک فرودگاه همگانی با کد یاتا ZVK است . این فرودگاه در شهر ساوانخت کشور لائوس قرار دارد و در ارتفاع ۱۵۵ متری از سطح دریا واقع شده است.

## شرکت‌های هواپیمایی و مقصدهای پروازی
| شرکت‌های هواپیمایی | مقصدهای پروازی             |
| ----------------- | -------------------------- |
| Lao Airlines      | سووارنابومی، پاکسه، واتایی |